# Леб'яженська волость
Леб'яженська волость — адміністративно-територіальна одиниця Зміївського повіту Харківської губернії.